# 都道府県道
都道府県道（とどうふけんどう）とは、日本における道路の種類のひとつ。道路法で指定された道路で、都道府県知事が認定し、その都道府県が管理をしている。

## 概要

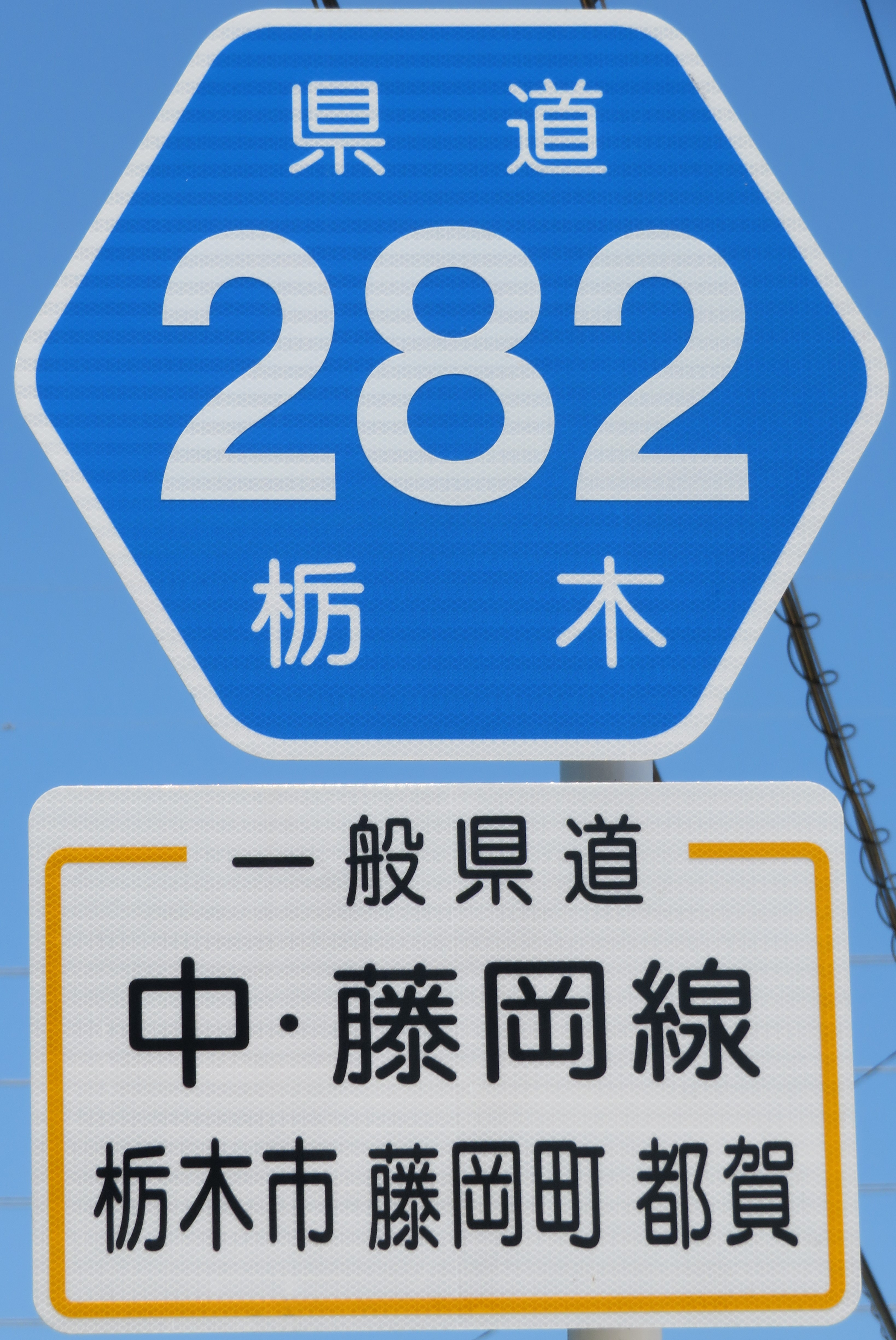
県道路線番号標識の設置例（栃木県）

地域的な幹線道路網を構成し、かつ、以下の各号のいずれかに該当する道路で、都道府県知事がその都道府県の区域内の部分について当該都道府県議会の議決を経て路線を認定したもののことをいう（道路法第7条）。ただし、指定都市の区域内を通過するもの、他都府県の区域に亘るものについては、それぞれに協議等の手続きを定めた規定がある。そのうち、都（東京都）が認定したものを都道（とどう）、道（北海道）が認定したものを道道（どうどう）、府（大阪府・京都府）が認定したものを府道（ふどう）、その他の43県が認定したものを県道（けんどう）という。
1. 市又は人口5,000人以上の町（以下これらを「主要地」という）とこれらと密接な関係にある主要地、港湾法第2条第2項 に規定する重要港湾若しくは地方港湾、漁港漁場整備法（旧称・漁港法）第5条に規定する第二種漁港若しくは第三種漁港若しくは飛行場（以下これらを「主要港」という。）、鉄道若しくは軌道の主要な停車場若しくは停留場（以下これらを「主要停車場」という。）又は主要な観光地とを連絡する道路
2. 主要港とこれと密接な関係にある主要停車場又は主要な観光地とを連絡する道路
3. 主要停車場とこれと密接な関係にある主要な観光地とを連絡する道路
4. 2以上の市町村を経由する幹線で、これらの市町村とその沿線地方に密接な関係がある主要地、主要港又は主要停車場とを連絡する道路
5. 主要地、主要港、主要停車場又は主要な観光地とこれらと密接な関係にある高速自動車国道、一般国道又は前各号の一に規定する都道府県道とを連絡する道路
6. 前各号に掲げるものを除く外、地方開発のため特に必要な道路

これに従い、たとえば東京都では次のように認定要件を分類している（特例都道を除く）。
1. （主要地）
  1. 主要地と主要地とを連絡する道路
  2. 主要地と湾岸（含漁港）とを連絡する道路
  3. 主要地と飛行場とを連絡する道路
  4. 主要地と主要停車場とを連絡する道路
  5. 主要地と主要な観光地とを連絡する道路
2. （主要港）
  1. 主要港と主要停車場とを連絡する道路
  2. 主要港と主要な観光地とを連絡する道路
3. 主要停車場と主要な観光地とを連絡する道路
4. （二以上の市町村）
  1. 二以上の市町村と主要地とを連絡する道路
  2. 二以上の市町村と主要港とを連絡する道路
  3. 二以上の市町村と主要停車場とを連絡する道路
5. （国道等）
  1. 主要地と高速自動車国道、一般国道又は前各路線とを連絡する道路
  2. 主要港と高速自動車国道、一般国道又は前各路線とを連絡する道路
  3. 主要停車場と高速自動車国道、一般国道又は前各路線とを連絡する道路
  4. 主要な観光地と高速自動車国道、一般国道又は前各路線とを連絡する道路
6. 地方開発のため特に必要な道路

### 主な特徴
国道などの道路との違いは、整理番号とよばれる路線の番号と、路線名の両方を持つ。整理番号は1桁から3桁までの路線がほとんどで、路線数が最も多い北海道のみ4桁の整理番号が存在する。路線名の多くは起点と終点の地名を並べたものとするものが多く、場合により経由地を挟むことがある。ただし沖縄県だけは、かつて戦後のアメリカ占領時代の歴史の名残で、路線名の無い番号だけの県道が多い。
路線に指定される道路は、昔からの街道筋が指定された道路や、地域間の生活道路が多く、かつて一般国道だった旧道が国道指定を解除されて都道府県道になるケースもある。
路線の規模や道路状況は様々で、東京都道311号環状八号線、大阪府道2号大阪中央環状線など一般国道をも凌ぐほど大きな規模の道路や、首都高速や阪神高速などの都市高速道路も都府県道扱いである。これとは対照的に、都道府県道に指定された道路の中には通行困難区間も存在しており、狭隘道路や、オフロードの区間も多数存在する。このほか、指定されている区間のなかには登山道相当のもの（京都府道・滋賀県道782号醍醐大津線など）や、人の通れる道がないもの、住宅地や商店街にある路地と路地を繋ぐもの、ゴルフ場・牧場などの場内を通り抜けるものなどがあり、その多くは事実上、道路としての機能が大幅に抑制されているか機能していない。主に道路踏破を趣味とする者たちの一部には、整備不十分な国道を「酷道」と揶揄した表現をすることがあるが、県道については「険道」、府道については「腐道」、都道については「吐道」、道道については「獰道」という表現がある。

## 路線の管理

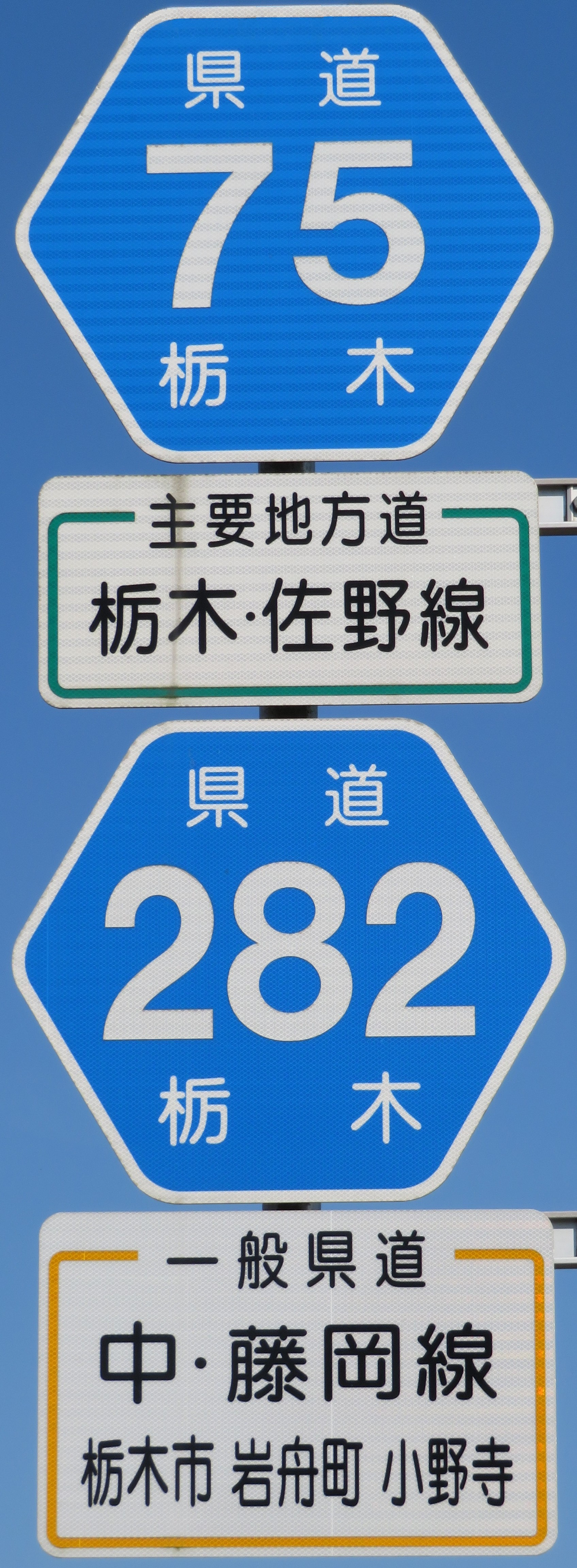
主要地方道と一般県道の路線番号標識の設置例

都道府県道の管理はその路線の存する都道府県が行うが、政令指定都市の区域内においては一般国道の指定区間外と同様にその路線の存する市が行うほか、岡山県などは政令指定都市以外の市でも管理を移管している場合もある。なお、路線の一部が隣県にまたがって通る路線は片方の都道府県が管理をしている場合もある（例：岩手県道・宮城県道295号藤沢大籠線は岩手県が全線を管理している）。
都道府県道（および政令指定都市内の市道）のうち、主要なものであるとして建設大臣（現国土交通大臣）が指定した道路を主要地方道という。主要地方道と特例都道以外の都道府県道は、一般都道府県道と呼ばれる。また、都の特別区内で完結する都道は上記の道路法第7条第1項によらず、都知事が路線指定を行い、このうち主要地方道以外のものを特例都道（とくれいとどう）という（道路法第89条）が、実質的な機能は一般都道と同一である。

### 主要地方道
幹線道路の役割を担う道路として国土交通大臣が指定した都道府県道で、道路地図の多くや都道府県道番号標識では緑色の線で表示される。原則として1 - 100の整理番号が付与される路線で、例外として、北海道は1号から151号までの番号が、福岡県は1号から100号と151号が付与されている。また、東京都のみ整理番号300番台の路線を、特例主要地方道としており、東京都道317号環状六号線（山手通り）、東京都道318号環状七号線、東京都道311号環状八号線などがある。主要地方道では、道路の整備・維持費用の一部が国庫より補助され、一般都道府県道と違い財政面で優遇される。都道府県道ではない主要地方道に指定された政令指定都市が管理する市道などいくつかあり、横浜環状1号線、京都環状線などの路線がこれにあたる。

## 路線の整理番号・路線名
都道府県道には3つの名前がある、と言われる。東京都道5号を例に挙げると、
1. 整理番号: 5
2. 路線名: 新宿青梅線
3. 通称: 青梅街道・新青梅街道

である。

### 整理番号
整理番号の付番については、各都道府県によってまちまちで、規則性などの特別な決まりはない。一部で例外はあるが、原則として主要地方道には1 - 100番（北海道は200番）までの番号、一般県道には101番（北海道は201番）以降を採番するように国から各都道府県に通達されている。
広島県道や大分県道などは主要地方道のうち隣県と跨がる越境路線を1〜20へ割り当て、県内完結の主要地方道は21以降の2桁を割り当てている。
山梨県道や福岡県道などの一部の県では、県内の地域ごとに100番台、200番台という具合に割り当てられる例もあり、この場合は番号が通し番号とならず欠番が多い。また、都道府県道扱いの自転車専用道路に対して大きな番号を割り当てる県もあり、茨城県道や鳥取県道の例では500番台が付与されているように番号で明確に区別されている。
神奈川県道や福井県道、滋賀県道（主要地方道のみ）などでは、県内を走る一般国道と同じ県道番号は混乱を避けるため欠番にして、県内に同じ番号を持つ国道と県道が存在しないように工夫をしている。
なお、神奈川県道・山梨県道（一般県道のみ）・大阪府道などでは整理番号（路線認定の手続きの際に付す番号）と府県道番号（一般の案内のため、標識等で使用する番号）を分けている。
東京都道は整理番号（標識で使う番号）のほかに整理コード（路線認定の手続きの際に使用する番号）があり、整理番号がない路線にも整理コードが存在する。
「新宿副都心十三号線」は、全体が路線名で整理番号がないが、3513という整理コードがある。
このほか、東京都道である首都高速道路の路線（特例都道のみ。整理コードあり）、大阪府道や兵庫県道である阪神高速道路の路線にも整理番号は付番されていない。
北海道道においては、整理番号のほかに路線管理番号（道路現況調書で用いられる番号。主要道道においては整理番号+1000、一般道道においては整理番号+3000）が存在し、特に一般道道においては、路線管理番号を標識に使用する場合がある。たとえば、北海道道486号豊田当麻線では、全線にわたって路線管理番号である「3486」が標識に使用されている。
鹿児島県道では主要地方道と一般県道については整理番号が通し番号となっているが、一般県道の自転車道である大規模自転車道の整理番号については1番から別に付番しており、鹿児島県道1号及び鹿児島県道2号は2路線存在する。

### 路線名
通常、路線名は起点と終点の名称を組み合わせたものとなる。ただし、起点と終点のほかに重要な経過地の名称を路線名に含めることがあるほか、主要港や主要停車場を起点として他の国道や都道府県道などの主要道路とを連絡する路線の場合は「○○港線」「○○停車場線」といった路線名となることもある。とりわけ、停車場線と名の付く路線は、都道府県道だけに見られる路線名であり、JR（旧国鉄）やその他私鉄に関係なく全国各地の鉄道駅とを結んでおり、いわゆる駅前通りとよばれる短距離の路線が多い。大規模自転車道など地方開発を目的に自転車専用道路として整備した道路を都道府県道に指定した路線もあり、この場合は「○○自転車道線」といった路線名となり、鉄道廃線跡や川辺の堤防などが転用されているところが多い。
なお、路線名の付け方も整理番号と同様、国から各都道府県に通達によって指示されている。
- 起点とするもの：主要な観光地・主要停車場・主要地・主要港
- 終点とするもの：国道・都道府県道・高速自動車国道（インターチェンジ等）

路線名と通称はその範囲が一致しないことが多い。都市部以外では通称のついていない区間も多い。
市町村合併によって自治体の改変が生じた場合は路線名が変更されることがあるが、誤解が生じるおそれがある場合や地域名の定着状況によってはあえて改称しない事例もみられる。たとえば、兵庫県では市町を廃した場合は路線の名称を変更していたが、篠山市の名称が丹波篠山市に変更された場合は近隣の丹波市を経由する路線と間違えられるため変更を控える方針である。

## 都道府県道の標識

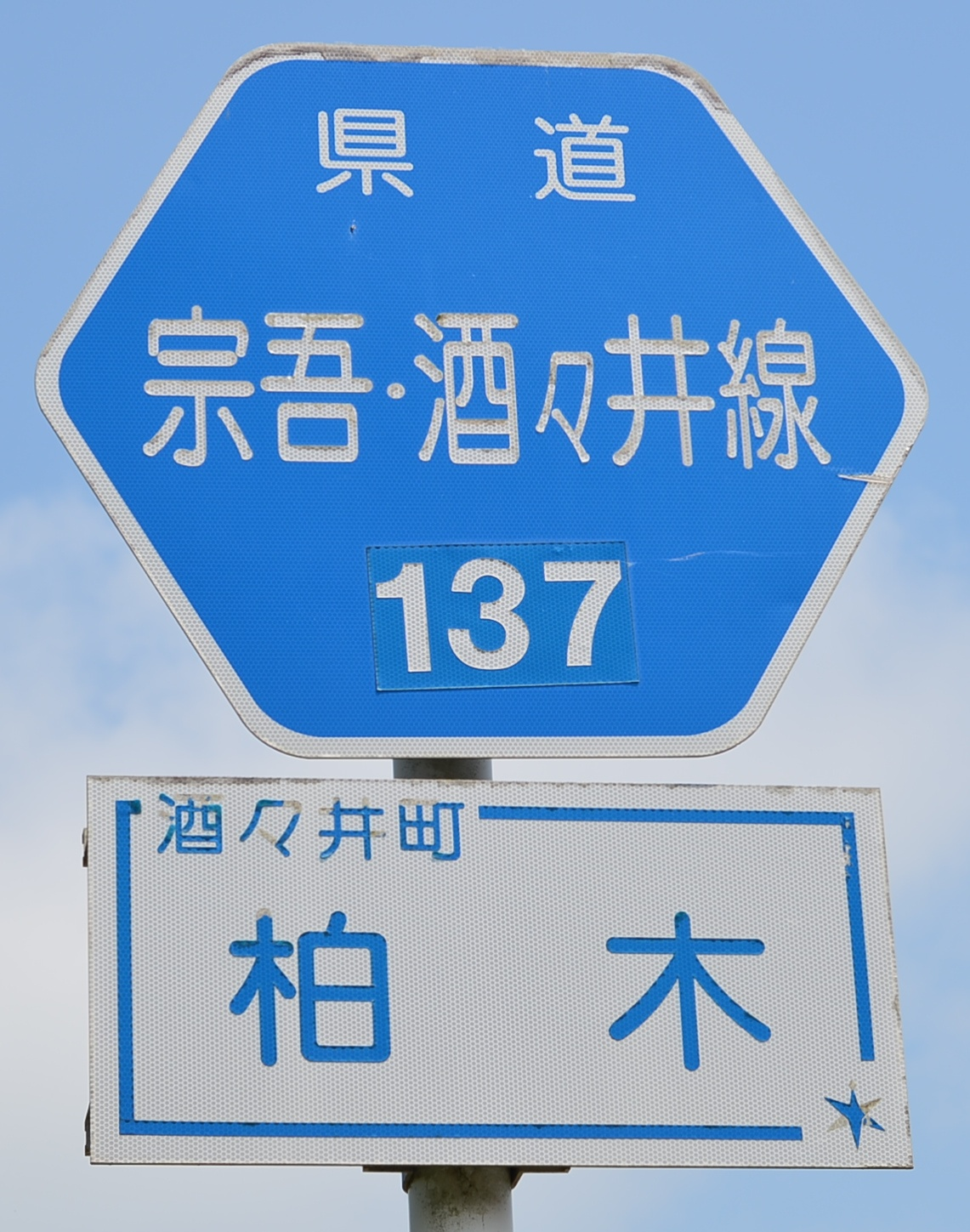
千葉県の古いタイプの県道標識の例（千葉県道137号宗吾酒々井線）

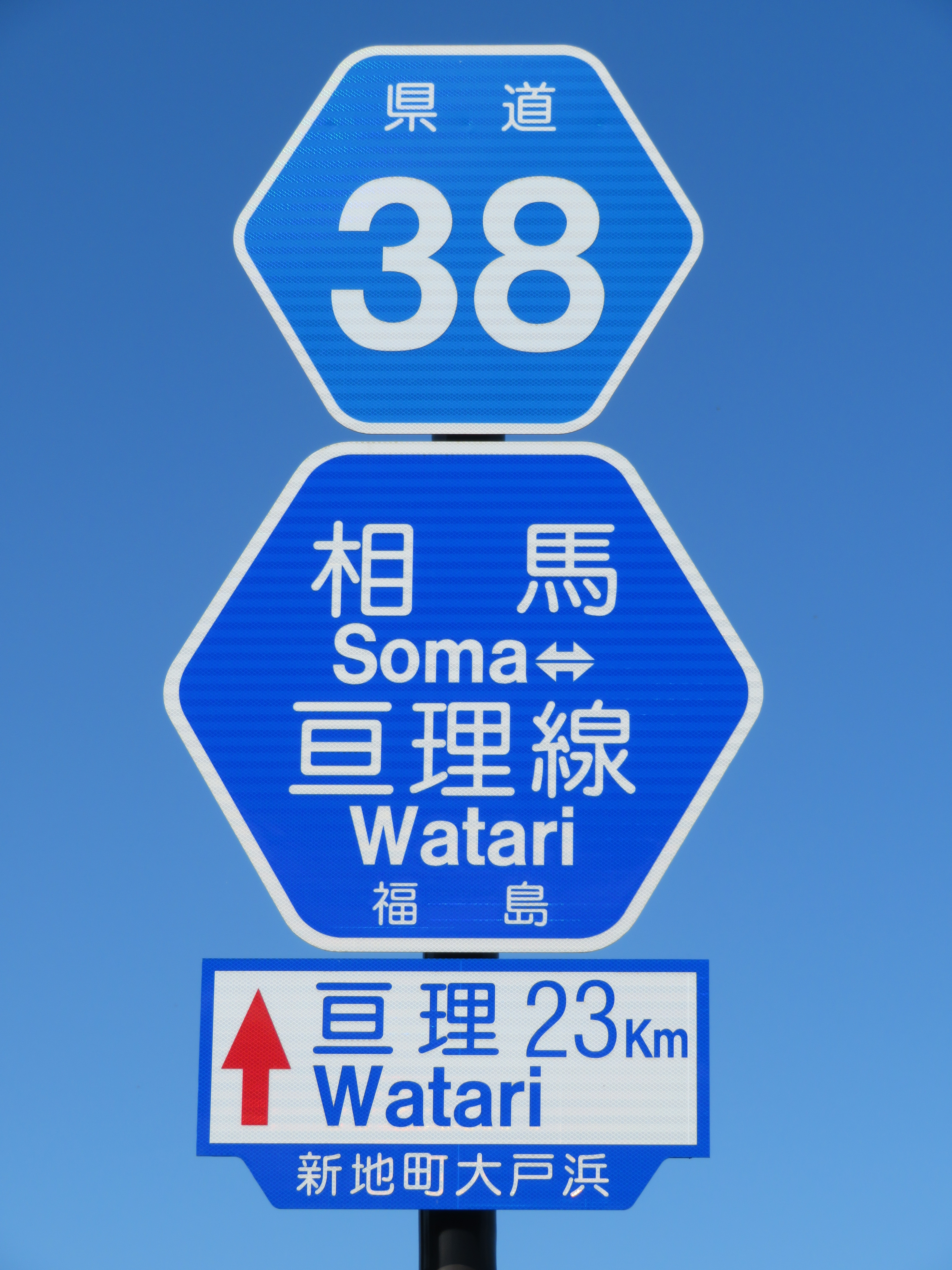
福島県道38号線の路線番号標識

都道府県道整理番号標識は第3次主要地方道認定が行われた1971年（昭和46年）に制定され、同年6月に整理番号を改正した兵庫県（1972年4月から設置開始）を皮切りに各都道府県で設置普及が進んだ。1994年（平成6年）の和歌山県と福井県を最後に全都道府県で路線番号標識が設置された。
標識の意匠は、青色地に白色の縁取りがされ、角に丸みを帯びた正六角形をしており、各都道府県とも上段に県道の場合「県道」のほか「都道」「道道」「府道」の文字、中央に整理番号、下段に都道府県名を白色文字で記入された標準のもので全国的に統一されている。ただし例外もあり、千葉県などで見られる中央に路線名を配した県独自による古いタイプものが残っていたり、福島県では路線番号と路線名を別々に記載した県独自の2段重ね型の六角形標識もみられる。また、特殊なものでは、1990年の国際花と緑の博覧会を機に上段の府道を「ROUTE」、府名を「Osaka」に置き換えた大阪府道の標識や、やや縦長の六角形をした北海道道の標識があったり、静岡県道223号では海上フェリーに建てられた標識の中に、絵を描いたものまである。
一部の道路愛好家のあいだでは、一般国道の標識を俗に「おにぎり」と称するのに対し、都道府県道の標識を六角形の形から、英語読みのヘキサゴン（英：hexagon）からとった俗称として「ヘキサ」とよばれることが多い。

## 複数の都府県にわたる路線の整理番号
かつて都道府県道の路線番号案内標識が存在しなかった時代に、複数の都府県にわたる路線では各都府県で整理番号が異なることが多かった。東海地方や中国地方、四国地方、九州地方では1970年代に路線番号の統一が行われていた（鳥取県道は比較的遅く1984年施行）が、東日本や近畿地方では1994年まで大半の都府県道の整理番号がまちまちの状態であった。
その後、都道府県道の路線番号案内標識が立てられて整理番号が表示されるようになると、都道府県境を跨ぐ場合に番号が変わってしまうことによって、案内上の不都合が生じてきた。そのため1993年（平成5年）に当時の宮澤内閣下で建設省（現・国土交通省）が、このような路線ではできるだけ同一の整理番号になるように都府県間で調整するよう通達を出したことから、1994年（平成6年）4月以降は境界を跨ぐ都府県道のほとんどで、同一の番号を使用するように整理番号の変更がなされた。例えば、主要地方道園部能勢線の整理番号については、京都府は54号、大阪府が3号であったが、1994年4月1日に54号に統一された。
しかし現在においても、山梨・神奈川・静岡県を跨ぐ県道山中湖小山線のように、同一路線であっても県によっては整理番号が変更されず、他の都府県間と番号が統一されていない県道もいくつか存在している。
ウィキペディア日本語版では、記事名を東京都道5号新宿青梅線、東京都道・神奈川県道3号世田谷町田線（起点が左）、栃木県道・群馬県道・埼玉県道・茨城県道9号佐野古河線（起点が左）、東京都道20号・神奈川県道525号府中相模原線のようにしている。

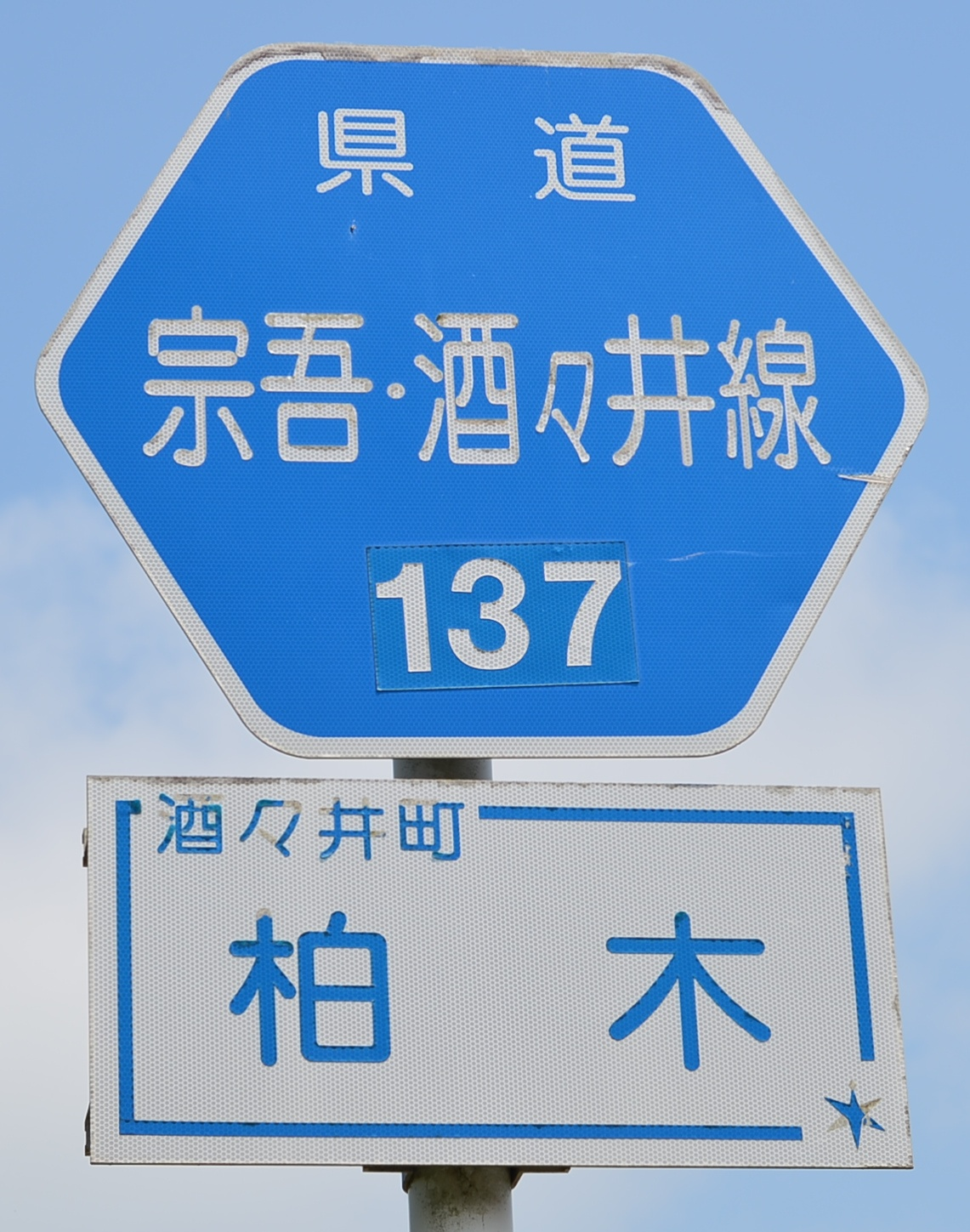
千葉県の古いタイプの県道標識の例（千葉県道137号宗吾酒々井線）
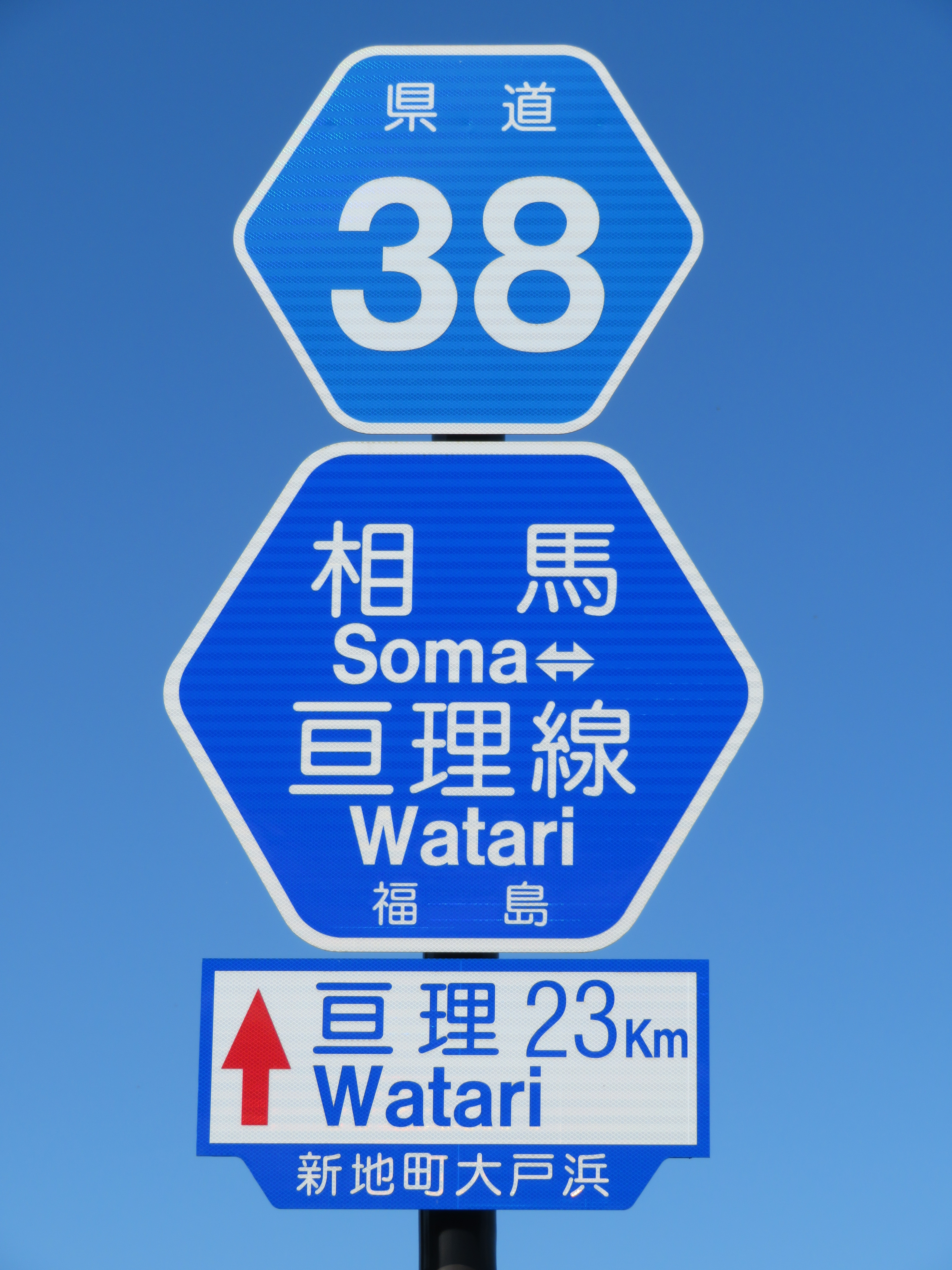
福島県道38号線の路線番号標識
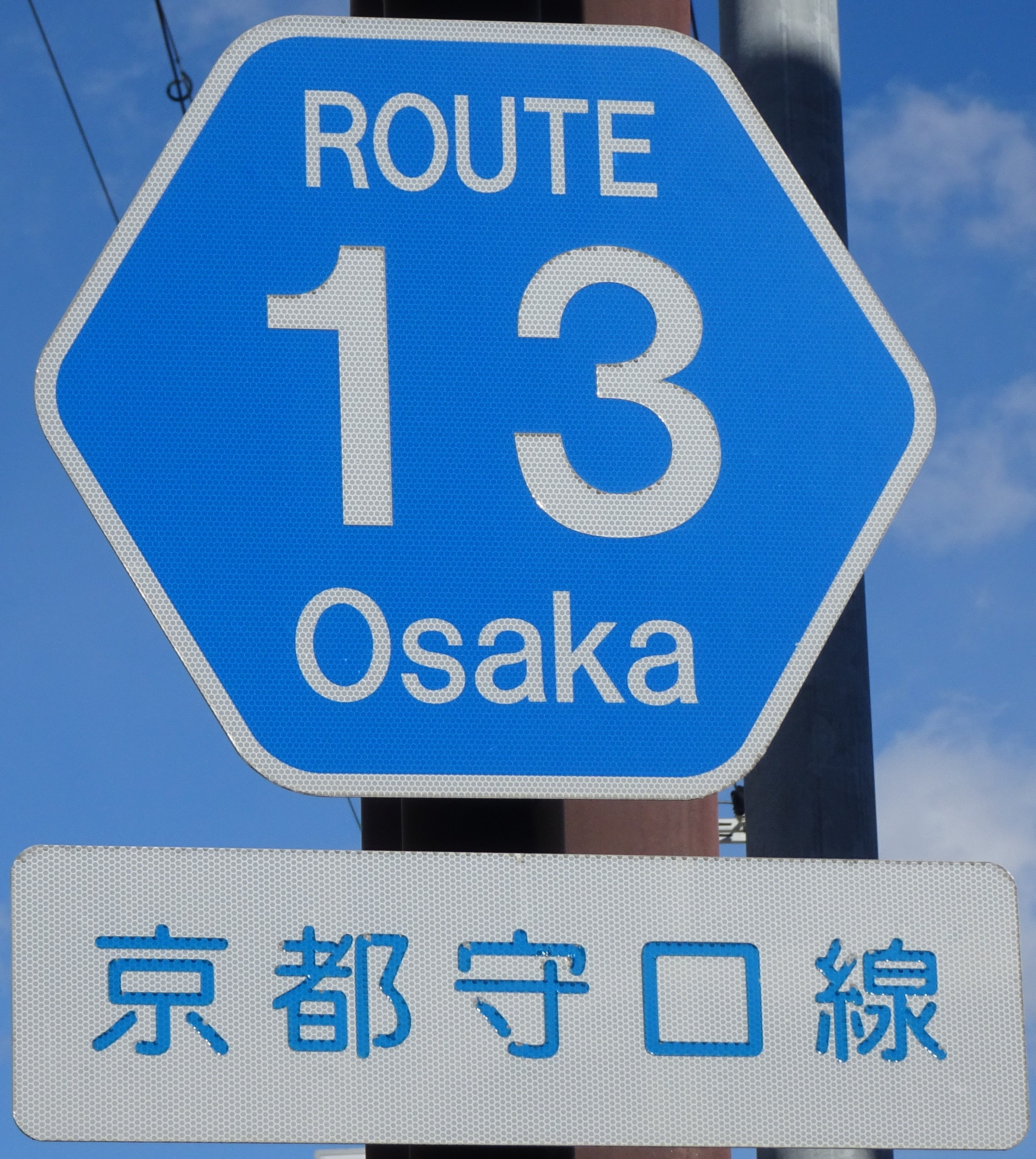
大阪府内の府道の一部に設置されている「府道」を「ROUTE」「大阪」を「Osaka」と表記したタイプの路線番号標識
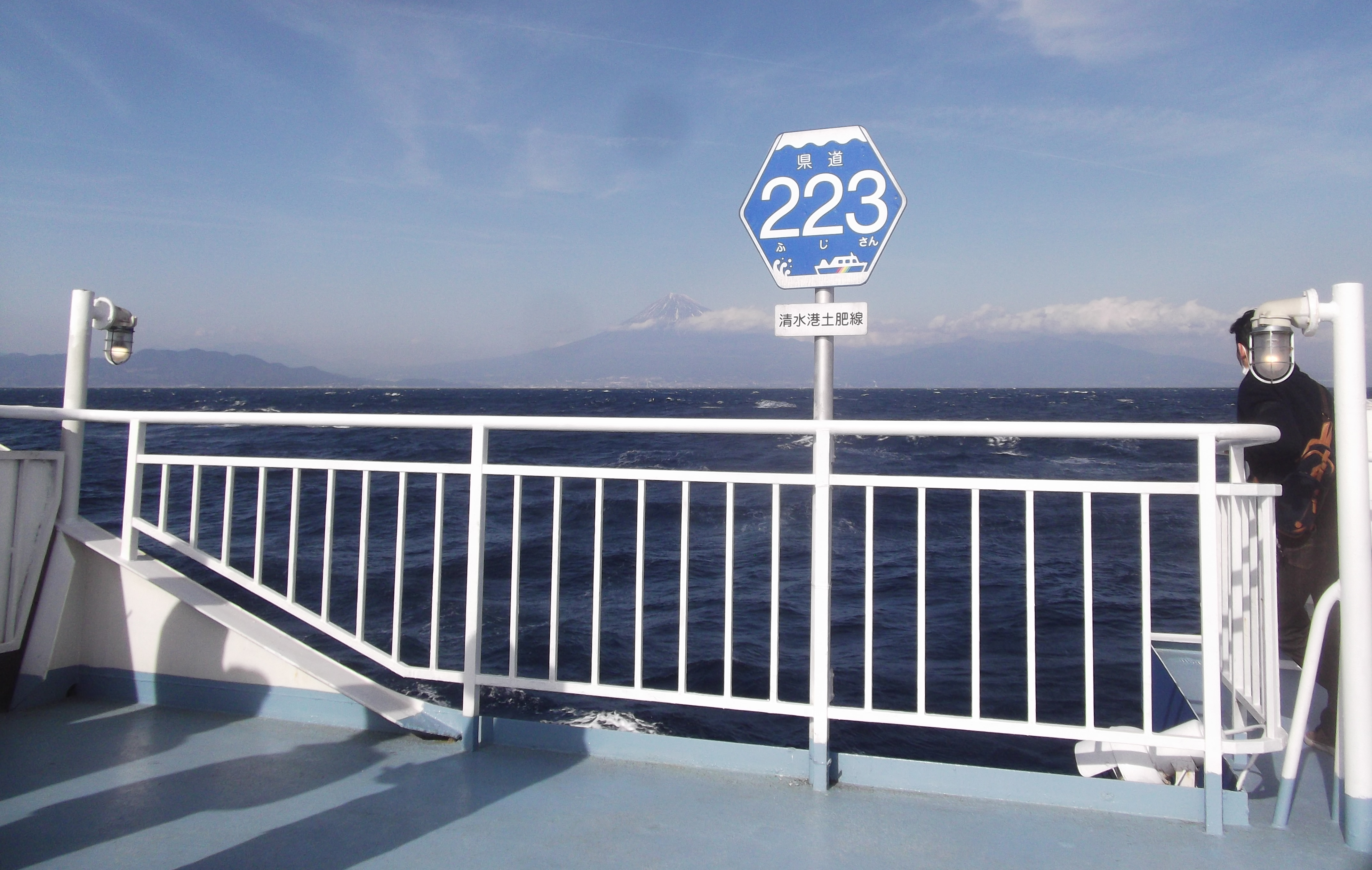
静岡県道223号の海上フェリー看板にある県道標識は、富士山とフェリーをモチーフにしたイラストを描いている。

## 特徴のある都道府県道

### 3か所以上の都府県にわたる都道府県道

#### 4県
- 栃木県道・群馬県道・埼玉県道・茨城県道9号佐野古河線 - 4県にわたる都道府県道はこの1路線のみ

#### 3都府県
- 長野県道・愛知県道・静岡県道1号飯田富山佐久間線
- 栃木県道・群馬県道・埼玉県道7号佐野行田線
- 大分県道・熊本県道・宮崎県道8号竹田五ヶ瀬線
- 栃木県道・群馬県道・埼玉県道20号足利邑楽行田線
- 茨城県道・千葉県道・埼玉県道26号境杉戸線
- 千葉県道・東京都道・埼玉県道54号松戸草加線
- 三重県道・奈良県道・京都府道82号上野南山城線
- 長野県道・愛知県道・岐阜県道101号月瀬上矢作線
- 福岡県道・大分県道・熊本県道115号八女小国線
- 愛知県道・岐阜県道・三重県道125号佐屋多度線
- 神奈川県道・東京都道・千葉県道294号高速湾岸線（首都高速湾岸線）
- 神奈川県道・山梨県道521号佐野川上野原線・東京都道521号上野原八王子線
- 山梨県道730号・神奈川県道730号・静岡県道147号山中湖小山線

### 複数の府県に跨がるが一方が認定していない県道
- 青森県道21号田子十和田湖線（秋田県が非認定）
- 神奈川県道731号矢倉沢仙石原線（静岡県が非認定）
- 長野県道84号乗鞍岳線（岐阜県が非認定）
- 静岡県道20号熱海箱根峠線（神奈川県が非認定）
- 大阪府道218号河内長野かつらぎ線（和歌山県が非認定）
- 兵庫県道13号尼崎池田線（大阪府が非認定）
- 鳥取県道303号大高下口波多線（岡山県が非認定）
- 岡山県道377号山口押撫線（広島県が非認定）
- 高知県道369号大木屋丸山線（徳島県が非認定）
- 福岡県道787号勝立三川線（熊本県が非認定）
- 熊本県道29号荒尾南関線（福岡県が非認定）

### 延長が100km以上の都道府県道
- 新潟県道45号佐渡一周線 (169.6km)  - 日本一長い都道府県道
- 北海道道142号根室浜中釧路線 (163.1km)
- 鹿児島県道79号名瀬瀬戸内線 (100.7km)
- 島根県道・広島県道5号浜田八重可部線 (100.3km)

### 延長が10m以下の都道府県道
- 長野県道162号上田停車場線 (実延長 7m) - 単独区間が存在する路線のうち日本一短い路線（単独区間のみ）
- 広島県道204号安登停車場線 (総延長 10m) - 日本一短い路線（重複区間を含む）

### 単独区間が存在しない都道府県道
- 茨城県道325号常陸大子停車場線 - 全線が国道461号と重複
- 栃木県道116号足利市停車場線 - 全線が栃木県道38号足利千代田線と重複
- 群馬県道162号八木原停車場線 - 全線が群馬県道26号高崎安中渋川線と重複
- 群馬県道163号八木原停車場小倉線 - 全線が群馬県道26号高崎安中渋川線と重複
- 新潟県道302号本高津戸野目線 - 全線が新潟県道184号三和新井線、国道405号、国道18号と重複
- 長野県道23号松本停車場線 - 全線が国道143号と重複
- 静岡県道104号来の宮停車場線 - 全線が静岡県道11号熱海函南線と重複
- 愛知県道198号一宮小牧線 - 全線が国道155号、愛知県道199号高蔵寺小牧線と重複
- 滋賀県道10号長浜停車場線 - 全線が滋賀県道2号大津能登川長浜線と重複
- 鳥取県道25号鳥取停車場線 - 全線が鳥取県道192号西町鳥取停車場線と重複。
- 鳥取県道48号阿毘縁菅沢線 - 全線が鳥取県道・島根県道108号印賀奥出雲線、鳥取県道・島根県道106号多里伯太線、鳥取県道・島根県道105号本山伯太線と重複。
- 島根県道199号西出雲停車場線 - 全線が島根県道277号多伎江南出雲線と重複。
- 島根県道206号波子停車場線 - 全線が島根県道300号跡市波子停車場線、島根県道301号佐野波子停車場線と重複。
- 岡山県道209号勝間田停車場線 - 全線が国道179号と重複。
- 広島県道236号小奴可停車場線 - 全線が広島県道448号下千鳥小奴可停車場線と重複。
- 愛媛県道33号宇和島停車場線 - 全線が国道320号と重複
- 福岡県道559号原東警固線 - 全線が国道202号と重複

### 渡船区間のある都道府県道
- 埼玉県道・群馬県道83号熊谷館林線 - 赤岩渡船
- 岐阜県道118号・愛知県道135号羽島稲沢線 - 中野の渡し
- 岐阜県道173号文殊茶屋新田線 - 小紅の渡し
- 徳島県道219号古川長原港線 - 長原渡船
- 静岡県道223号清水港土肥線 - 駿河湾フェリー[注釈 5]
- 高知県道278号弘岡下種崎線 - 高知県営渡船
- 京都府道282号内里城陽線[注釈 6]

### その他
- 山梨県道701号富士上吉田線 - 日本一標高が高い都道府県道。起点の富士山頂が標高3,715m。
- 長野県道279号槍ヶ岳上高地線、鳥取県道307号覚寺青葉線、徳島県道227号大麻北村線、徳島県道263号高清貞光線のように路線の認定はされているが未供用のまま実延長がない県道が存在する。
- 北海道道1086号増毛当別線のように、着工に至るも全線未供用・実延長なしのまま建設中止となった都道府県道も存在する。